# Claus-Casimiro de Orange-Nassau
Claus-Casimiro de Orange-Nassau, Jonkheer van Amsberg (nome em neerlandês: Claus-Casimiro Bernhard Marius Max; 21 de março de 2004, Hospital Bronovo, Haia), é o segundo nascido no geral e o primeiro e único varão do príncipe Constantino e da princesa Laurentina dos Países Baixos. Ele é um membro da família real holandesa, sendo o sobrinho do atual rei Guilherme Alexandre dos Países Baixos. Em julho de 2021, o conde Claus-Casimiro ocupa o sexto lugar na linha de sucessão ao trono holandês, logo após a sua irmã maior a condessa Eloísa.

## Família e biografia
Recebendo o nome em neerlandês como Claus-Casimiro Bernhard Marius Max, ele nasceu no dia 21 de março de 2004, no Hospital Bronovo, localizado na cidade de Haia nos Países Baixos. Ele nasceu como sendo o segundo nascido no geral e o primeiro e único varão do casamento do príncipe Constantino e da princesa Laurentina dos Países Baixos.
Ele tem uma única irmã maior: a condessa Eloísa de Orange-Nassau; bem como uma única irmã mais nova: a condessa Leonor de Orange-Nassau.
Por parte de pai, ele é um neto por sangue da ex-rainha reinante Beatriz dos Países Baixos; sendo também o sobrinho de sangue do atual rei Guilherme Alexandre dos Países Baixos. Ele também é um primo em primeiro grau da atual herdeira aparente do trono dos Países Baixos: a princesa herdeira Catarina Amália, Princesa de Orange, e as suas duas outras irmãs: a princesa Alexia dos Países Baixos e a princesa Ariana dos Países Baixos.

## Batismo
O seu batismo aconteceu na capela do palácio Het Loo em Apeldoorn em 10 de outubro de 2004, sendo em comunhão com a Igreja Protestante na Holanda. Os seus padrinhos são: o rei Guilherme Alexandre, o príncipe Maurício de Orange-Nassau, van Vollenhoven, Ed P. Spanjaard, e a condessa Tatiana Razumovsky von Wigstein.

## Educação
Depois de estudar na escola Vrijzinnig Christelijk Lyceum (VCL) em Haia.
Em 2020, aos 16 anos, Claus-Casimir foi transferido para uma escola na Escócia, onde passou a estudar no famoso internato particular escocês de Gordonstoun School.

## Títulos e estilos
- 21 de março de 2004 - presente: Conde Claus-Casimiro de Oranje-Nassau, Jonkvrouwe van Amsberg

Por decreto real de 11 de maio de 2001, n° 227, foi determinado que todos os filhos e descendentes de linha masculina do príncipe Constantino dos Países Baixos deveriam portar o título de '"Conde/Condessa de Orange-Nassau" e o honorífico "Senhor/Senhora de Amsberg", tendo o sobrenome "Van Oranje-Nassau van Amsberg".
Em 30 de abril de 2013, logo após a abdicação da rainha Beatriz, os filhos do príncipe Constantino e de sua esposa deixaram de ser membros da Casa Real Holandesa, apesar de continuarem a fazer parte da família real holandesa.